# John S. Watson
John S. Watson, född i oktober 1956, är en amerikansk företagsledare som är både styrelseordförande och vd för det amerikanska petroleumbolaget Chevron Corporation sedan 2010 när han efterträdde David J. O'Reilly.
Watson tog 1978 kandidatexamen i Agricultural Economics vid University of California, Davis och två år senare Master of Business Administration vid University of Chicago.
1980 blev Watson anställd som finansanalytiker hos Chevron där han blev kvar på positionen fram till 1990, när han blev befordrad till chef för koncernens investerarrelationer. 1993 blir han utnämnd till chef för avdelningen Credit Card Enterprises på Chevrons amerikanska dotterbolag, Chevron USA. Två år senare blev han befordrad igen och den här gången till general manager för Chevron USA:s avdelning som har hand om strategisk planering och kvalitetsövervakning, men där blev det bara ett år när han återigen avancerade i hierarkin och den här gången blev president för Chevrons kanadensiska dotterbolag, Chevron Canada. 1998 blev han utsedd som vicepresident för koncernens avdelning som sysslar med strategisk planering och utskilja vilka företag Chevron bör fusioneras eller förvärva för att kunna växa ännu starkare på petroleummarknaden. När Chevron och Texaco fusionerades år 2000 blev Watson utnämnd till koncernens CFO och 2005 gick han vidare i sin karriär och lämnade sin position för att bli president för koncernens internationella aktiviteter gällande prospektering och produktion. Där blev Watson kvar till 2008 när han blev utnämnd till vicepresident för strategi och utveckling. 2009 blev han vice styrelseordförande och året efter utsågs han till efterträdaren till koncernens dåvarande styrelseordförande och vd David J. O'Reilly.
Watson blev vald 2011 att vara styrelseordförande för USA:s största branschorganisation för petroleum och naturgas, American Petroleum Institute.